# Clan Nishio

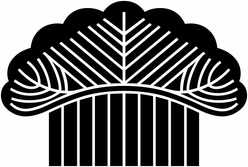
Mon du clan Nishio.

Le clan Nishio (西尾氏, Nishio-shi) est un clan japonais qui prétend descendre du clan Kira, une branche de la lignée des Seiwa Genji. Yoshitsugu Yoshitsugu, un fils de Mochihiro Kira, sert Oda Nobunaga, Toyotomi Hideyoshi et Tokugawa Ieyasu et adopte le nom « Nishio ». Durant le shogunat Tokugawa, les Nishio, en tant que vassaux héréditaires du clan Tokugawa, font partie des clans fudai daimyo.  
Le domaine de Haraichi (12 000 koku) dans la province de Musashi est donné à Yoshitsugu Nishio en 1602. Son fils, Tadanaga Nishio, est transféré au domaine de Shirai (20 000 koku) dans la province de Kōzuke en 1616 puis au domaine de Tsuchiura, province de Hitachi, de 1617 à 1649. Le clan gouverne alors le domaine de Tanaka (province de Suruga) de 1649 à 1679, le domaine de Komoro (province de Shinano) de 1679 à 1682 et s'installe définitivement au domaine de Yokosuka (province de Tōtōmi) de 1682 à 1868.
Après la restauration de Meiji, le clan Nishio est transféré au domaine de Hanabusa, à la brève existence, dans la province d'Awa (Chiba), puis se voit accorder le titre de vicomte (shishaku) dans le nouveau système nobiliaire kazoku de l'ère Meiji.